# Salsola brachiata
Salsola brachiata är en amarantväxtart som beskrevs av Pall.. Salsola brachiata ingår i släktet sodaörter, och familjen amarantväxter. Inga underarter finns listade i Catalogue of Life.